# Efim Geller
Efim Geller foi um jogador de xadrez da antiga União Soviética, com diversas participações nas Olimpíadas de xadrez. Geller participou das edições de 1952, 1954, 1956, 1962, 1968, 1970 e  1980 em diferentes posições de tabuleiro. Conquistou as medalhas de ouro (1954, 1956 e 1962) e prata (1952, 1968 e 1980) individual e a de ouro por equipes em todas as edições que disputou.